# Moussa Diagne
Cheikh Moussa Diagne (Guédiawaye, 6 marzo 1994) è un cestista senegalese con cittadinanza spagnola.

## Palmarès
- Supercoppa spagnola: 1

Barcellona: 2015
- Liga catalana: 3

Barcellona: 2015
Andorra: 2018, 2020
- Coppa Intercontinentale: 1

Canarias: 2023